# Andrzej Gołaś (ur. 1946)
Andrzej Maria Gołaś (ur. 30 września 1946 w Krakowie) – polski naukowiec, specjalista w zakresie sterowania dźwiękiem i informatyki stosowanej, profesor nauk technicznych, były prorektor Akademii Górniczo-Hutniczej w Krakowie, w latach 1998–2002 prezydent Krakowa, senator VI kadencji.

## Życiorys
Absolwent I Liceum Ogólnokształcącego im. Bartłomieja Nowodworskiego w Krakowie (1965). W 1970 ukończył studia na Wydziale Elektrotechniki, Automatyki, Informatyki i Elektroniki Akademii Górniczo-Hutniczej w Krakowie. W 1973 podjął pracę na tej uczelni. W 1974 obronił doktorat z zakresu nauk technicznych, w 1985 habilitował się, w 1995 otrzymał tytuł profesora. W latach 1996–1999 pełnił funkcję prorektora ds. ogólnych AGH. Opublikował liczne prace naukowe oraz ekspertyzy i opracowania dla potrzeb przemysłu, był m.in. rzeczoznawcą Ministerstwa Ochrony Środowiska w dziedzinie ochrony przed hałasem i drganiami.
W 1980 był współzałożycielem NSZZ „Solidarność” na AGH. W stanie wojennym został aresztowany za działalność związkową. W 1990 był szefem kampanii prezydenckiej Lecha Wałęsy w Małopolsce. Należał do Porozumienia Centrum (z ramienia którego w 1991 ubiegał się o mandat poselski), później do Koalicji Konserwatywnej i Ruchu Społecznego AWS. Następnie związał się z Platformą Obywatelską. W latach 1998–2002 pełnił funkcję prezydenta Krakowa, przewodniczył też Unii Metropolii Polskich.
W wyborach parlamentarnych w 2005 został wybrany senatorem VI kadencji z listy Platformy Obywatelskiej w okręgu krakowskim. W Senacie zasiadał w Komisji Gospodarki Narodowej oraz Komisji Rolnictwa i Ochrony Środowiska. W przedterminowych wyborach w 2007 nie ubiegał się o reelekcję.
Członek Polskiego Towarzystwa Mechaniki Teoretycznej i Stosowanej, Ligi Walki z Hałasem, amerykańskiego Audio Engineering Society.

## Odznaczenia i wyróżnienia
W 2009 został przez prezydenta Lecha Kaczyńskiego, za wybitne zasługi w pracy naukowo-badawczej i organizacyjnej, odznaczony Krzyżem Oficerskim Orderu Odrodzenia Polski. W 2000 wyróżniony Krzyżem Komandorskim Orderu Zasługi Republiki Włoskiej, w 2001 Krzyżem Komandorskim I Klasy Odznaki Honorowej za Zasługi dla Republiki Austrii. Otrzymał tytuł honorowego obywatela Łańcuta.

## Życie prywatne
Andrzej Gołaś jest żonaty, ma dwoje dzieci. Zamieszkał w Zabierzowie.